# Soner Sari
Soner Sari (geb. 24. September 1988 in Füssen) ist ein deutsch-türkischer Snookerspieler. Er zählt zu den erfolgreichsten Amateuren in Deutschland und der Türkei und errang mehrfach nationale Titel und Amateurturniersiege.

## Karriere
Sari begann seine Snookerkarriere 2003 in Deutschland. Er spielte unter anderem für den PSC Instroke Kaufbeuren in der 1. Bundesliga Snooker, wo er 2006 als Teil des Teams wichtige Siege errang. 2010 gewann er das erste internationale Turnier „Patricks Royal Classic“ in Rankweil (Österreich). Im Jahr 2011 trat Sari als Wildcard-Spieler beim German Masters in Berlin an, dem einzigen deutschen Weltranglistenturnier der World Snooker Tour.
In der Saison 2013/14 wechselte Sari zum BC Stuttgart 1891. Mit diesem Verein gewann er die Meisterschaft in der 1. Bundesliga Snooker. Sari trug maßgeblich zum Erfolg des Teams bei und belegte in der Einzelwertung den ersten Platz. Bei der Deutschen Snooker-Meisterschaft 2021 erreichte er das Finale, unterlag jedoch Alexander Widau mit 2:4.
Bei Schweizer Turnieren konnte Sari ebenfalls Erfolge verzeichnen. So gewann er beispielsweise das Swiss Open 2018 mit einer 108er Clearance im Finale gegen Jonni Fulcher.
Sari nimmt regelmäßig an Amateurturnieren der German Snooker Tour (GST) teil. Unter anderem gewann er das erste German Snooker Tour Finale 2012 in Rüsselsheim. Zuletzt besiegte er im Mai 2025 beim German Snooker Tour Event 155, das beim 1. PBC Würzburg stattfand, im Finale Manuel Ederer.

## Erfolge (Auswahl)
- 2005: Deutscher Mannschaftsmeister mit dem PSC Kaufbeuren
- 2006: 3. Platz bei der Deutschen Meisterschaft U21
- 2009: Landesmeister in Bayern
- 2010, 2013, 2016: Sieg beim Patricks Royal Classic in Rankweil
- 2012: Sieg beim German Snooker Tour Finale in Rüsselsheim
- 2013: Deutscher Mannschaftsmeister im Team Pokal mit dem BC Stuttgart 1891
- 2013/14: Deutscher Mannschaftsmeister mit dem BC Stuttgart 1891; Platz 1 in der Einzelwertung der Bundesliga
- 2014, 2015, 2016, 2023: Sieg beim Rheintal Snooker Open in Rankweil
- 2014, 2024: Landesmeister in Baden-Württemberg
- 2016, 2017, 2018: Deutscher Mannschaftsmeister im Team Pokal mit der TSG Heilbronn
- 2016: Sieg beim 2. Innsbruck Snooker Open
- 2018: Sieg beim Swiss Open in Zürich
- 2021: Finalist bei der Deutschen Snooker-Meisterschaft 2021[2]
- 2022: Deutscher Mannschaftsmeister mit der TSG Heilbronn
- 2025: Sieg beim Turnier der German Snooker Tour in Würzburg (2:0 gegen Manuel Ederer)[3]